# Ігаєв Семен Степанович
Семен Степанович Ігаєв (нар. 1904, село Давидовка Хвалинського повіту Саратовської губернії, тепер Російська Федерація — 1958, місто Гомель, тепер Республіка Білорусь) — радянський партійний діяч, 1-й секретар Білостоцького обласного комітету КП(б) Білорусії. Депутат Верховної Ради Російської РФСР 3-го скликання. Депутат Верховної Ради СРСР 1-го скликання (1940—1946).

## Біографія
Народився в родині селянина-бідняка. До березня 1922 року працював у господарстві батька в селі Давидовці. З березня по серпень 1922 року — наймит у господарстві заможного селянина Толкачова в селі Яскіно Мінської губернії.
У серпні 1922 — квітні 1924 року — міліціонер Бобруйської міської міліції. У 1922 році вступив до комсомолу.
З квітня 1924 по березень 1925 року — учень прикажчика складу Центральної районної котельні міста Бобруйська.
У березні 1925 — листопаді 1926 року — секретар Осиповицького районного комітету ЛКСМ Білорусії Бобруйського округу.
Член ВКП(б) з липня 1926 року.
З листопада 1926 по вересень 1928 року — курсант комуністичного відділення окремого саперного батальйону 4-го стрілецького корпусу РСЧА в місті Вітебську.
У вересні 1928 — серпні 1930 року — інструктор районного виконавчого комітету, завідувач відділу агітації і пропаганди Глуського районного комітету КП(б) Білорусії Бобруйського округу.
З серпня 1930 по квітень 1933 року — студент Комуністичного університету трудящих Сходу імені Сталіна в Москві.
У квітні 1933 — жовтні 1934 року — заступник начальника політичного відділу радгоспу «Комсомольська правда» Оршанського свинотресту в селі Пашково Оршанського району Білоруської СРР. У жовтні 1934 — липні 1936 року — заступник начальника політичного відділу радгоспу «Банонь» на станції Фаріно Полоцького округу Білоруської СРР. У липні 1936 — жовтні 1937 року — начальник політичного відділу радгоспу імені Дзержинського Копильського району Білоруської СРР.
У жовтні 1937 року — 1-й секретар Копильського районного комітету КП(б) Білорусії. У жовтні 1937 — березні 1938 року — 1-й секретар Слуцького окружного комітету КП(б) Білорусії.
У березні — травні 1938 року — 2-й секретар Організаційного бюро ЦК КП(б) Білорусії по Могильовській області. У травні 1938 — грудні 1939 року — 2-й секретар Могильовського обласного комітету КП(б) Білорусії.
20 листопада 1939 — жовтень 1940 року — 1-й секретар Білостоцького обласного комітету КП(б) Білорусії.
У вересні 1940 — серпні 1941 року — слухач Вищої школи партійних організаторів при ЦК ВКП(б) у Москві.
З серпня 1941 по вересень 1946 року — відповідальний організатор організаційно-інструкторського відділу ЦК ВКП(б) у Москві. У 1946 році закінчив Вищу партійну школу при ЦК ВКП(б).
З вересня 1946 по липень 1947 року — інформатор Управління з перевірки партійних органів ЦК ВКП(б).
У липні — грудні 1947 року — представник Ради у справах колгоспів при РМ СРСР по Пензенській області.
У грудні 1947 — серпні 1951 року — 2-й секретар Мордовського обласного комітету ВКП(б).
У серпні 1951 — липні 1953 року — представник Ради у справах колгоспів при РМ СРСР по Іркутській області.
З липня 1953 року — завідувач відділу адміністративних і торгово-фінансових органів обкому Гомельського обласного комітету КП Білорусії.
Партійні документи погашені Гомельським обласним комітетом КП Білорусії в травні 1960 року як на померлого.

## Нагороди
- орден Трудового Червоного Прапора
- орден Червоної Зірки
- орден «Знак Пошани»
- медалі